# Brachycarenus tigrinus
Espèce
Synonymes
- Corizus tigrinus (Schilling, 1829)[1]
- Rhopalus tigrinus Schilling, 1829[1]

Brachycarenus tigrinus est une espèce d'hémiptère de la famille des Rhopalidae.

## Description
L'adulte mesure de 6,2 à 7 millimètres de long. Il a une couleur de base jaune paille avec un motif noir sur la tête, en particulier autour des yeux composés. Le pronotum est tacheté de noir, surtout aux coins postérieurs. Le scutellum a des motifs basaux noirs. La tête est plus courte et moins pointue que chez les représentants des genres Rhopalus et Stictopleurus.

## Répartition
L'espèce est présente de l'Afrique du Nord à travers la région méditerranéenne jusqu'au sud de la Scandinavie. Plus à l'est, on peut la trouver en Chine. L'espèce fut introduite dans l'est de l'Amérique du Nord dans la seconde moitié du XXe siècle (première mention : 1977 dans le New Jersey).
Elle s'installe dans des habitats secs et chauds, en particulier avec des sols sableux, comme sur les zones rudérales et en jachère.

## Comportement
Les adultes sont très actifs en vol, surtout à des températures élevées. On peut les trouver à la recherche de sites d'hivernage appropriés sur une variété de plantes, y compris des conifères ; ils peuvent parfois envahir les bâtiments. L'hibernation a lieu dans la litière du sol ou sous des rosettes végétales. Une génération se produit chaque année, mais on suppose que les années favorables, du moins dans le sud de l'Allemagne, une deuxième génération se forme. Les adultes de la nouvelle génération apparaissent à partir de juin.

## Parasitologie
L'insecte est un parasite des plantes Arabidopsis thaliana, Berteroa incana,  Capsella bursa-pastoris, Descurainia sophia, Hirschfeldia incana, Lepidium latifolium, Lepidium ruderale, Lepidium virginicum, Noccaea perfoliata, Sisymbrium altissimum, Sisymbrium officinale.